# Жужељица
Жужељица је насеље у Србији у општини Бујановац у Пчињском округу. Према попису из 2022. било је 176 становника.

## Историја
У Бујановцу је 1906. године умро поп Цветан Ристић, родом из Жужељице, у својој 108. години живота. Провео је тај старац чак 78 година у свештеничкој служби, коју је морао иначе да напусти због слепила. Живео је последње време свог живота од годишње помоћи коју му је уделио митрополит Фирмилијан.

## Демографија
У насељу Жужељица живи 117 пунолетних становника, а просечна старост становништва износи 35,8 година (34,0 код мушкараца и 37,9 код жена). У насељу има 41 домаћинство, а просечан број чланова по домаћинству је 4,05.
Ово насеље је великим делом насељено Србима (према попису из 2002. године), а у последња три пописа, примећен је пораст у броју становника.
|  |

| Демографија | Демографија | Демографија |
| Година      | Становника  | Становника  |
| ----------- | ----------- | ----------- |
| 1948.       | 150         |             |
| 1953.       | 153         |             |
| 1961.       | 131         |             |
| 1971.       | 139         |             |
| 1981.       | 127         |             |
| 1991.       | 159         | 159         |
| 2002.       | 166         | 168         |
| 2022.       | 176         |             |

| Етнички састав према попису из 2002.‍ | Етнички састав према попису из 2002.‍ | Етнички састав према попису из 2002.‍ | Етнички састав према попису из 2002.‍ | Етнички састав према попису из 2002.‍ |
| ------------------------------------ | ------------------------------------ | ------------------------------------ | ------------------------------------ | ------------------------------------ |
|                                      |                                      |                                      |                                      |                                      |
| Срби                                 | Срби                                 |                                      | 165                                  | 99,39%                               |
| Македонци                            | Македонци                            |                                      | 1                                    | 0,60%                                |

| Година пописа     | 1948. | 1953. | 1961. | 1971. | 1981. | 1991. | 2002. |
| ----------------- | ----- | ----- | ----- | ----- | ----- | ----- | ----- |
| Број домаћинстава | 25    | 26    | 24    | 28    | 31    | 49    | 41    |

| Број чланова      | 1 | 2 | 3 | 4 | 5  | 6 | 7 | 8 | 9 | 10 и више | Просек |
| ----------------- | - | - | - | - | -- | - | - | - | - | --------- | ------ |
| Број домаћинстава | 2 | 7 | 7 | 8 | 10 | 3 | 3 | 1 | 0 | 0         | 4,05   |

| Пол    | Укупно | Неожењен/Неудата | Ожењен/Удата | Удовац/Удовица | Разведен/Разведена | Непознато |
| ------ | ------ | ---------------- | ------------ | -------------- | ------------------ | --------- |
| Мушки  | 65     | 17               | 45           | 3              | 0                  | 0         |
| Женски | 63     | 11               | 45           | 7              | 0                  | 0         |
| УКУПНО | 128    | 28               | 90           | 10             | 0                  | 0         |

| Пол    | Укупно                    | Пољопривреда, лов и шумарство | Рибарство                            | Вађење руде и камена | Прерађивачка индустрија       |
| ------ | ------------------------- | ----------------------------- | ------------------------------------ | -------------------- | ----------------------------- |
| Мушки  | 39                        | 5                             | 0                                    | 0                    | 19                            |
| Женски | 21                        | 2                             | 0                                    | 0                    | 14                            |
| УКУПНО | 60                        | 7                             | 0                                    | 0                    | 33                            |
| Пол    | Производња и снабдевање   | Грађевинарство                | Трговина                             | Хотели и ресторани   | Саобраћај, складиштење и везе |
| Мушки  | 1                         | 2                             | 1                                    | 3                    | 0                             |
| Женски | 0                         | 0                             | 1                                    | 3                    | 0                             |
| УКУПНО | 1                         | 2                             | 2                                    | 6                    | 0                             |
| Пол    | Финансијско посредовање   | Некретнине                    | Државна управа и одбрана             | Образовање           | Здравствени и социјални рад   |
| Мушки  | 0                         | 1                             | 3                                    | 1                    | 3                             |
| Женски | 0                         | 0                             | 0                                    | 0                    | 0                             |
| УКУПНО | 0                         | 1                             | 3                                    | 1                    | 3                             |
| Пол    | Остале услужне активности | Приватна домаћинства          | Екстериторијалне организације и тела | Непознато            | Непознато                     |
| Мушки  | 0                         | 0                             | 0                                    | 0                    | 0                             |
| Женски | 1                         | 0                             | 0                                    | 0                    | 0                             |
| УКУПНО | 1                         | 0                             | 0                                    | 0                    | 0                             |